# Cores
|  | Per a altres significats, vegeu «Cora (ciutat llatina)». |

Els cores són un poble indígena de Mèxic que viuen a l'estat de Nayarit, principalment a l'assentament d'El Nayar. Ells es diuen a si mateixos nayeeri, etnònim del que deriva el nom de l'estat de Nayarit. No obstant existeixen gentilicis específics pels habitants de cada comunitat. En 1995, l'Institut Nacional Indigenista, antecedente de l'actual Comisión Nacional para el Desarrollo de los Pueblos Indígenas de Mèxic, calculava que el grup era compost per una població ètnica d'uns 23.500 integrants.
Comparteixen el mateix territori amb altres grups indígenes, com ara els huichols, els tepehuans i els nahues.

## Història
El 1640 els cores van rebre missioners espanyols i en aparença es van convertir al cristianisme. El 1683 van rebre l'expedició del pare Eusebio Francisco Kino i de l'almirall Atondo, que els va ajudar contra els guaicurá. El 1722 el Tonati, cap dels cora, se sotmeté als espanyols, però els cora es revoltaren i l'exèrcit va envair llurs terres. Resistiren a la Mesa de Nayarit, però a la mort del seu cap Tahuitole van fugir i van destruir els centres religiosos. Avui dia la majoria dels pobles cores es dediquen a l'agricultura i a la ramaderia domèstica. Els homes solen emigrar temporalment a la costa de l'estat i treballar a les plantacions de tabac o blat de moro. El seu sistema d'autogovern es basa en una autoritat rotativa en què tots els homes participen i ascendeixen de càrrec amb el temps.

## Idioma
La llengua cora que parlen pertany a la branca uto-asteca, de la divisió Sonora, que forma una família amb la parla dels huichol anomenada cora-txol. El cens del 2000 va registrar 15.389 parlants de cora a Nayarit. La llengua també rep el nom de nayari, niuucari o naayeri.

## Religió
La religió cora és resultat del sincretisme entre la religió tradicional cora i el catolicisme, que va ser introduït en Nayarit després de la conquista espanyola. Un dels seus déus va ser Quetzalcoatl.
La religió cora té tres divinitats principals. Criden al déu suprem Tayau que significa El nostre Pare. Tayau és una divinitat del Sol que viatja en el cel durant el dia, i s'asseu en la seva cadira d'or al migdia. Els cores creuen que els núvols són el fum de la seva pipa. En edats primerenques els sacerdots de Tayau, els Tonatí, eren l'autoritat més alta de les comunitats cores. La seva esposa és Tetewan la deessa de la fertilitat associada amb la lluna, la pluja i el punt cardinal de l'oest. Els seus noms alternatius són Hurima i Nasisa. El seu fill, Sautari, "el selector de flor", està associat amb el blat de moro i la tarda. Altres noms per a ell són Hatsikan, "germà gran", Tahas i Ora. També s'associa amb Jesucrist.